# Synallaxis gujanensis
El pijuí coronipardo (Synallaxis gujanensis) es una especie de ave paseriforme de la familia Furnariidae perteneciente al numeroso género Synallaxis. Es nativa de América del Sur.

## Nombres comunes
Se le denomina también chamicero pardusco o rastrojero pardusco (en Colombia), güitío espinoso (en Venezuela), guitio espinoso (en Bolivia), cola-espina de corona parda (en Perú), colaespina coroniparda (en Ecuador) o pijuí espinoso.

## Distribución y hábitat
Se distribuye desde el este de Colombia, hacia el este por el este y sur de Venezuela, Guyana, Surinam, Guayana francesa y extremo noreste de Brasil, hacia el sur por la parte sur de la Amazonia brasileña, al sur del río Amazonas, y desde el sur de Colombia, por el este de Ecuador, este de Perú, oeste de Brasil, hasta el noreste y este de Bolivia.
Esta especie es considerada bastante común en sus hábitats naturales: el denso estrato bajo de los bosques de ribera y de várzea tropicales, especialmente de las islas fluviales, hasta los 1200 metros de altitud.

## Descripción
El pijuí coronipardo mide entre 15 y 17 cm de longitud y pesa entre 13 y 22 g. Tiene la cabeza de color pardo grisáceo que se hace pardo oliváceo en la espalda. Presenta listas superciliares difusas blanquecinas. Las alas y la cola son de color castaño rojizo. Las partes inferiores son de color canela grisáceo con la garganta blanca. Las plumas de la cola terminan en punta y su pico es recto y negruzco.

## Sistemática

### Descripción original
La especie S. gujanensis fue descrita por primera vez por el naturalista alemán Johann Friedrich Gmelin en 1789 bajo el nombre científico Motacilla gujanensis; su localidad tipo es: «Guyana = Cayena».

### Etimología
El nombre genérico femenino «Synallaxis» puede derivar del griego «συναλλαξις sunallaxis, συναλλαξεως sunallaxeōs»: intercambio; tal vez porque el creador del género, Vieillot, pensó que dos ejemplares de características semejantes del género podrían ser macho y hembra de la misma especie, o entonces, en alusión a las características diferentes que garantizan la separación genérica; una acepción diferente sería que deriva del nombre griego «Synalasis», una de las ninfas griegas Ionides. El nombre de la especie «gujanensis», se refiere a las Guayanas.

### Taxonomía
Es pariente próxima a Synallaxis maranonica y S. albilora y ya fueron tratadas como conespecíficas; los datos genético-moleculares muestran que estos taxones forman un grupo monofilético. Las subespecies meridionales de la presente especie, que varían clinalmente, tienen la vocalización parecida con S. albilora y el plumaje se vuelve más parecido a medida que las zonas de distribución se aproximan. Es necesario un amplio análisis de los límites de las especies. Los límites de algunas subespecies son inciertos, inornata intergrada con certhiola en el valle del Beni (Bolivia), y la aves del bajo río Purus hasta el bajo río Madeira (Brasil) aparentemente son intermediarias entre inornata y la nominal; un análisis más riguroso podría revelar una amplia variación clinal.

### Subespecies
Según las clasificaciones del Congreso Ornitológico Internacional (IOC) y Clements Checklist/eBird v.2019 se reconocen seis subespecies, con su correspondiente distribución geográfica:
- Synallaxis gujanensis columbiana Chapman, 1914 – este de Colombia (oeste de Meta al sur hasta Putumayo).
- Synallaxis gujanensis gujanensis (J. F. Gmelin, 1789) – este y sur de Venezuela (este de Monagas al sur hasta Bolívar y norte de Amazonas), las Guayanas y norte y este de Brasil (Amazonas y norte de Roraima al este hasta Amapá y, al sur del río Amazonas, desde Pará y  norte de Mato Grosso al este hasta Maranhão).
- Synallaxis gujanensis huallagae Cory, 1919 – este de Ecuador (Sucumbíos, Orellana), sureste de Colombia (Amazonas), este de Perú (Loreto hacia el sur hasta el este de Cuzco y Madre de Dios) y norte de Bolivia (Pando).
- Synallaxis gujanensis canipileus Chapman, 1923 – sureste de Perú (oeste de Cuzco, Puno).
- Synallaxis gujanensis inornata Pelzeln, 1856 – centro oeste de Brasil (Amazonas al sur del río Amazonas) hacia el sur hasta el noreste de Bolivia (este de Beni).
- Synallaxis gujanensis certhiola Todd, 1916 – este de Bolivia (sur de Beni al sur hasta Santa Cruz)